# Ark: Survival Evolved
Ark: Survival Evolved (stylizováno jako ΛRK) je open world akční dobrodružná videohra o přežití. Byla vyvinuta společností Studio Wildcard s pomocí Instinct Games, Efecto Studios a Virtual Basement. Hra byla vydána na PlayStation 4, Xbox One, Microsoft Windows, OSX a Linux v roce 2017. V prosinci roku 2020 byl oznámen druhý díl, Ark II, v němž účinkuje herec Vin Diesel v roli Santiaga, a dále animovaný seriál, který blíže prozkoumá Helenin příběh. 
Ve hře musí hráč přežít na jednom z několika vydaných map (zatím vydáno celkem devět, z čehož pět je bráno jako kánon v placených datadiscích) a porážet bossy, čímž se posouvá dál v samotném příběhu. Na mapách není hráč sám, setkává se zde s prehistorickými a mytickými zvířaty nebo s ostatními hráči v multiplayeru. Hráč může vyrábět různé věci na svou obranu, kupříkladu zbraně, oblečení, staví si své obydlí a domestikuje divoká zvířata. Věci, které může vyrobit se odemykají pomocí Engramů, jenž hráč obdrží za každou pokořenou úroveň. Zkušenosti se získávají vyráběním, lovem a sběrem surovin.

## Příběh

### Zasazení
Vše začíná v blíže nespecifikované budoucnosti, kdy dvě světové supervelmoci, Spojená republika Země (United Republic of Earth) a Terranská federace (Terran Federation) vyvinuly technologii na bázi revolučního materiálu zvaného Element – jedná se o tajemný a nepříliš pochopený prvek, který dovede pohánět nejrůznější techniku, vytvářet rozličné struktury a tvořit život, ale stejně tak pokrucovat, ničit a produkovat zvrácenosti. Brzy propukla válka mezi oběma velmocemi za použití Elementu, ale ten se vymknul z rukou. Element začal decimovat Zemi a lidstvo, válka se stala bezvýznamnou. Zbývající lidé z celého světa a jasnozřiví Homo Deus (lidé, kteří se zdigitalizovali, tedy nahráli své vědomí do nehmotného těla tvořeného energií) společně stvořili stovky Arch (v originále ARKs), tedy obrovské kosmické stanice, které simulují pozemské podmínky, jsou zcela soběstačné, vybavené klonovacími a genetickými stroji, a řídí je vyspělá umělá inteligence (takzvaní Overseers). Archy byly vyslány na oběžnou dráhu Země, přičemž do nich jejich tvůrci umístili některá pozemská zvířata a rostliny, pomocí genetického inženýrství vyhynulou faunu (dinosaury, pravěké savce a podobně), fantastické tvory (draky, bazilišky, kamenné golemy, obří červy, robotické dinosaury a další), a nakonec i uměle stvořené lidi se vzpomínkami z různých časových ér (tvůrci Arch dovedli získat vzpomínky z lidských ostatků – i tisíce let starých – a implantovat je do nového, naklonovaného těla). Krize s Elementem nakonec eskalovala natolik, až většina života na Zemi vymřela, lidstvo nevyjímaje. Element kontaminoval celou planetu, vytvořil zvrácené a agresivní formy života a stvořil obrovské Titány. Poslední lidé tak nyní existují jen v Archách na orbitě Země. Archy mají ve svém programu příkaz přistát na Zemi a začít s její obnovou v momentě, kdy klesne úroveň zamoření Elementem. Přesně z toho důvodu je jejich účelem nejen zachovat život, ale i podrobovat lidi nejrůznějším zkouškám přežití, aby byli silnější a odolnější – aby dovedli přežít na zdevastované planetě a byli konečně schopni porazit Titány.

### Děj
Po mnoha letech od událostí na Zemi se hráč ujímá role anonymního přeživšího, probouzejícího se s podivným implantátem v ruce na pláži tropického ostrova plného dinosaurů a jiných vyhynulých tvorů („The Island“). Zde přežívá, staví si dům a domestikuje si divokou zvěř. Zároveň nalézá poznámky zanechané Helenou Walkerovou, sirem Edmundem Rockwellem, Mei Yin Li a dalšími lidmi, kteří zde byli dříve než samotný hráč, zkoumali zdejší biosféru a řešili záležitosti přežití. Stejně jako hráč, ani oni zpočátku nevěděli co se děje nebo kde to jsou, ale díky jejich poznámkám se příběh postupně odhaluje. Mapa tropického ostrova je dokončena po porážce čtyř bossů (Broodmother Lysrix, Megapithecus, Dragon a Overseer). Právě tehdy hráč zjišťuje, že je na jedné z mnoha Arch. Následně je přemístěn do další Archy, do vyprahlé pouště, která trpí silným nedostatek vody a zeleně, na nebi nemilosrdně žhne slunce, písky brázdí obří červy a oblohu křižují dračí wyverny („The Scorched Earth“). Zde hráč opět přežívá stejným způsobem, dokud neporazí zdejšího bosse (Manticore). Poté opět začíná v další Arše. Ta je v důsledku silného poškození porouchaná a její povrch smaží solární radiace, pročež se všechen život nachází jen v podzemním jeskynním systému. Samotná Archa se topí ve tmě, je zamořená Elementem a často s ní otřásá zemětřesení („Aberration“). Po porážce bosse této Archy, jímž je sir Edmund Rockwell, jehož infikoval Element, přeměnil jej v odporné monstrum a způsobil jeho maniakální šílenství, je hráč přemístěn na povrch zdevastované Země, kde zničenou krajinu prosáklou Elementem brázdí zvrácené a agresivní formy života („Extinction“). Poté, co porazí i zdejší Titánské bosse (Desert Titan, Ice Titan, Forest Titan a King Titan), úroveň zamoření Elementem konečně klesne a program Arch se aktivuje. Všechny Archy přistávají na zemském povrchu, otevírají se, očišťují planetu od všeho Elementu a začínají s terraformací Země. Planeta se díky tomu začíná obnovovat. Na scéně se objevuje Helena Walkerová, která se stala poslední příčetnou Homo Deus, a projevuje hráčovi vděčnost, zatímco jemu samotnému mizí jeho implantát v ruce. Poslední scéna ukazuje poškozenou Archu z Aberration, která též přistála na zemském povrchu. V pozadí promlouvá Rockwell, který na konci Aberration nějakým způsobem přežil. Vzkazuje hráčovi, že si pro něj jde...
Hráč se následně ocitá před Helenou. Ta mu vysvětluje, že jej čeká další úkol, na který s ním bohužel nemůže, ale alespoň mu s sebou dává robota HLN-A s kopií své osobnosti. Hráč je následně přemístěn kamsi pryč, načež se probouzí v novém, drsném a nehostinném prostředí složeném z pěti minimap, od sopečných pustin až po ledovou tundru („Genesis: Part 1“). Jak vyjde najevo, jedná se o virtuální realitu jménem Genesis, která je dokončena po porážce zdejšího bosse (Corrupted Master Controller). Poté je hráč odpojen ze simulace zpět do skutečného světa. Zjišťuje, že je na palubě vesmírné kolonizační lodě, kterou její tvůrci postavili během zániku lidstva jako záložní plán, pokud by plán s Archami nevyšel. Kosmický koráb má na palubě mnoho hibernovaných lidí, je vybaven nejrůznější moderní technologií a v umělém prstenci, který obepíná lodní trup, vytváří různá pozemská prostředí pro život mnoha rozličných forem podobně jako na Archách. Hráč ovšem zjišťuje, že se přeživší Rockwell nějak dostal na tuto loď, zmocnil se jejího ovládání a většiny lodních systémů a hibernované lidi vězní v Genesisu. Vesmírný koráb odlétá kamsi do hlubin kosmu, přičemž Rockwell vysvětluje, že hodlá dobývat nejrůznější světy napříč vesmírem. Vzhledem k tomu, že od úplné kontroly nad lodí Rockwellovi chybí ovládnout jen několik podsystémů, musí hráč plnit různé mise napříč celým korábem („Genesis: Part 2“). Jakmile je Rockwell dostatečně oslaben, hráč se vydává na lodní můstek na poslední střet. Boj je to dlouhý a náročný, ale Rockwellovo obrovské tělo až příliš srostlo s lodí, jsou neoddělitelně spojení – tímto způsobem jej zkrátka nelze porazit. HLN-A proto oddělí umělý prstenec od lodi a za cenu vlastního života nechá koráb v bezpečné vzdálenosti vybuchnout, čímž je Rockwell konečně zabit. Systém prstence aktivuje hibernační komory a probudí stovky lidí, včetně klonu Santiaga Da Costa, načež se zřítí na povrch cizí planety připomínající Zemi. Osídlení tohoto nového světa bude hlavním tématem hry Ark II.   

## Stahovatelný obsah
Hra má celkem pět datadisků od samotných vývojářů:
- The Scorched Earth – První datadisk vydaný 1. září 2016. DLC přidává novou pouštní mapu, a stejně tak různé předměty a prvky s pouštní tematikou. Obsahuje také deset nových tvorů, z nichž některé jsou fiktivní, jako je kupříkladu Wyvern či obří Deathworm. Vydání placeného DLC pro hru, která byla tou dobou stále v předběžném přístupu, způsobilo negativní reakci mezi hráči této hry, což mělo za následek mnoho záporných recenzí na Steamu hned po zveřejnění datadisku. Je to jediné DLC, které po zabití bosse nemá příběhovou animaci.
- Aberration – Druhý datadisk vydaný 12. prosince 2017, který přidává novou mapu s tematikou podzemí a patnáct nových tvorů, jakož i nové předměty, jako jsou horolezecké háky a kluzáky pro navigaci v silně nepřátelském terénu. Dále Aberration, největší mapa z hlediska hratelné oblasti, umožnila hráčům pokračovat v příběhové linii Arku a objevit více samotného loru.
- Extinction – Třetí datadisk vydaný dne 6. listopadu 2018. DLC se odehrává na zdevastované Zemi budoucnosti, kterou zničil „Element“; touto látkou byly infikováni různí tvorové a zaútočí na hráče bez ohledu na jejich normální chování. DLC představilo do hry novou mechaniku: události PvE, ve kterých hráč musí bránit buď dopadené balíky zásob z vesmíru, nebo minerální žíly Elementu pro kořist a zdroje. Finální bossové v Extinction se nazývají „Titans“, mocná fiktivní stvoření, která jsou mnohem větší než kterákoli jiná stvoření ve hře, a která mohou být buď zabita nebo dočasně zkrocena.
- Genesis: Part 1 – Čtvrtý datadisk vydaný dne 25. února 2020. Tento datadisk se odehrává ve virtuální realitě, která umožňuje hráči cestovat na pět různých minimap (vulkanická pustina, ledová tundra, mlžné bažiny, kosmické prostředí a podmořský svět). Nová expanze přidává nové předměty, prvky a různá stvoření. Během datadisku hráči objeví další příběh po boku nového robotického společníka HLN-A. Expanze též přidává hráčům různé mise, které je nutno plnit pro dosažení nezbytného počtu bodů.
- Genesis: Part 2 – Pátý a poslední příběhový datadisk vydaný dne 3. června 2021. Jedná se o poslední placené DLC do hry, které přináší finální rozuzlení příběhu. Hráč se naposledy ujímá své postavy, aby přežil na kosmické lodi a definitivně porazil Rockwella, hlavní zápornou postavu celé hry. DLC přináší nové předměty, stvoření, mechaniky, prvky a biomy, jako je umělý bujný prstenec (připomínající The Island), zamořená krajina (připomínající Aberration) a vnitřní část obrovského Rockwellova těla.

Další stahovatelný obsah byl vytvořen, upraven a vydán vývojáři jako bezplatná DLC. Datadisky jako Ragnarok, Valguero, Crystal Isles, The Center, Lost Island a Fjordur přidávají nové mapy a stvoření, zatímco Primitive+ přidává do hry nové předměty a mechaniky. Tato DLC nemají žádný příběh ani příběhové animace, nejsou proto považovány za oficiální kánon.

## Další média a sequel
Ke hře byly vytvořeny dvě spin-offové videohry vytvořené společností Snail Games a vydané v březnu roku 2018 – ARK Park, hra pro modul virtuální reality, a PixArk, sandboxová survival hra. Téhož roku Studio Wildcard vydalo na Android a iOS zdarma zjednodušenou mobilní verzi Ark: Survival Evolved Mobile.
Pokračování první hry, Ark II, bylo odhaleno na udělení cen The Game Awards 2020. Hra slibuje grafiku nových generací konzolí a herce Vina Diesela v jedné z hlavních rolí, konkrétně v roli Santiaga Da Costa.
Na témže udělení cen byl odhalen nadcházející animovaný seriál ze světa Arku, který blíže prozkoumá příběh Heleny Walkerové, jedné z vedlejších postav z první hry. Seriál slibuje herce jako  Madeleine Madden, Michelle Yeoh, Gerard Butler, Jeffrey Wright, David Tennant, Zahn McClarnon, Devery Jacobs, Ragga Ragnars, Elliot Page, Karl Urban, Malcolm McDowell, Deborah Mailman, Juliet Mills, Alan Tudyk, Ron Yuan, Russell Crowe and Vin Diesel.